# Челтик
Челтик (на турски: Çeltik) е село в Източна Тракия, Турция, Вилает Одрин. Околия Кешан.

## География
Селото се намира на 20 км южно от Кешан.

## История
Според статистиката на професор Любомир Милетич в 1913 година в Чалтиккьой живеят 80 гръцки семейства.